# Laye
Laye település Franciaországban, Hautes-Alpes megyében. Lakosainak száma 242 fő (2022. január 1.). Laye La Fare-en-Champsaur, Gap, Saint-Laurent-du-Cros és Saint-Bonnet-en-Champsaur községekkel határos.

## Népesség
A település népességének változása:
| Lakosok száma | 155  | 163  | 192  | 217  | 240  | 234  | 234  | 243  | 243  | 242  |
|               | 1968 | 1982 | 1990 | 2006 | 2013 | 2015 | 2017 | 2019 | 2020 | 2022 |